# Телегдит

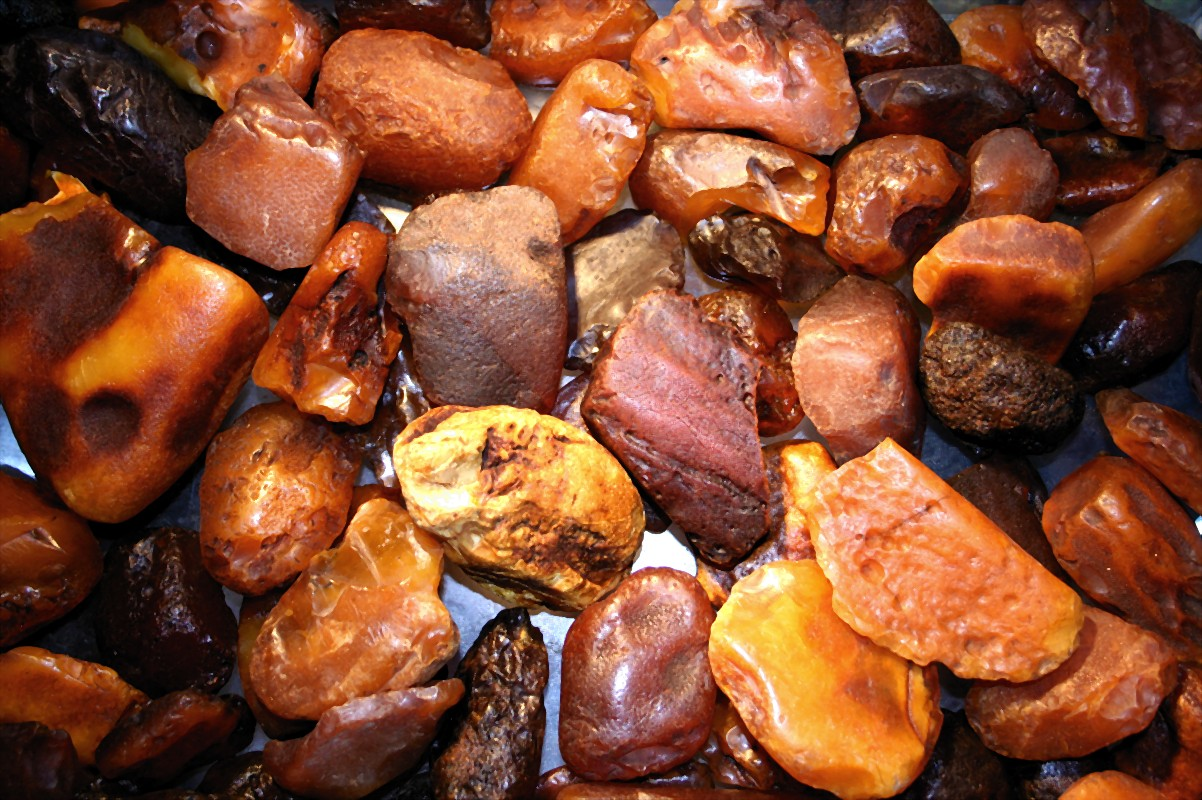
Різновиди бурштину.

Телегдит (рос. телегдит, англ. telegdite, нім. Telegdit m) – бурштиноподібна викопна смола. Містить (%): C – 76,93; H – 10,17; O – 11,17; S – 1,73. Густина  1,09. Твердість 3,0. Колір  медово-жовтий до жовто-бурого. При нагріванні виділяється H2S. Зустрічається у вигляді включень у пісковиках і глинистих породах. За прізв. нім. дослідника К.Телеґда (K.R. von Telegd), L.Zechmeister, V.Vrabely, 1927.